# Atletica leggera ai II Giochi olimpici giovanili estivi
Le gare di atletica leggera ai I Giochi olimpici giovanili estivi si sono disputate all'Olympic Sports Centre di Nanchino (Cina) dal 20 al 26 agosto 2014. Le fasi eliminatorie sono state concentrate tutte nelle prime tre giornate e, successivamente, si sono disputate le finali per le restanti tre giornate; l'ultimo giorno è stato riservato esclusivamente alla staffetta 8×100 metri mista (batterie di qualificazione e finale). Alle gare hanno potuto partecipare gli atleti nati tra il 1º gennaio 1997 e il 31 dicembre 1998, selezionati in base ai risultati dei trials continentali. Hanno gareggiato 680 atleti (340 donne e 340 uomini).
A differenza di Singapore 2010, si sono corsi gli 800 e i 1500 metri piani come avviene ai Giochi olimpici "senior" (e non più i 1000 metri piani). È rimasta invece invariata la distanza della corsa con le siepi, che si è corsa sui 2000 metri. Non ci sono più state le staffette svedesi, ma atleti maschi e femmine hanno disputato insieme un'unica staffetta 8×100 metri. Il programma non prevedeva le prove multiple.

## Calendario
| Data                   | 20 | 20 | 21 | 21 | 22 | 22 | 23 | 23 | 24 | 24 | 25 | 25 | 26 | 26 |
| Evento                 |    |    |    |    |    |    |    |    |    |    |    |    |    |    |
| ---------------------- | -- | -- | -- | -- | -- | -- | -- | -- | -- | -- | -- | -- | -- | -- |
| 100 m                  |    |    |    | B  |    |    | F  | F  |    |    |    |    |    |    |
| 200 m                  |    |    |    |    |    | B  |    |    |    | F  |    |    |    |    |
| 400 m                  |    | B  |    |    |    |    | F  |    |    |    |    |    |    |    |
| 800 m                  |    |    |    |    |    | B  |    |    |    |    | F  | F  |    |    |
| 1 500 m                |    |    |    | B  |    |    |    |    | F  |    |    |    |    |    |
| 3 000 m                |    | B  |    |    |    |    |    |    | F  | F  |    |    |    |    |
| 110 m hs               |    | B  |    |    |    |    |    | F  |    |    |    |    |    |    |
| 400 m hs               |    |    |    |    |    | B  |    |    |    |    | F  |    |    |    |
| 2 000 m siepi          |    |    |    | B  |    |    |    |    |    |    | F  | F  |    |    |
| Salto in alto          |    | Q  |    |    |    |    | F  | F  |    |    |    |    |    |    |
| Salto con l'asta       |    |    |    |    |    | Q  |    |    |    |    | F  | F  |    |    |
| Salto in lungo         |    |    |    | Q  |    |    |    |    | F  |    |    |    |    |    |
| Salto triplo           |    |    |    |    |    | Q  |    |    |    |    |    | F  |    |    |
| Getto del peso         |    |    |    | Q  |    |    |    |    | F  | F  |    |    |    |    |
| Lancio del disco       |    | Q  |    |    |    |    | F  | F  |    |    |    |    |    |    |
| Lancio del martello    |    |    |    | Q  |    |    |    |    | F  | F  |    |    |    |    |
| Lancio del giavellotto |    |    |    |    |    | Q  |    |    |    |    | F  | F  |    |    |
| Marcia 10 000 m        |    |    |    |    |    |    |    |    |    | F  |    |    |    |    |

| P | Batterie preliminari | B | Batterie | Q | Qualificazioni | SF | Semifinali | F | Finale |

| Data                   | 20 | 20 | 21 | 21 | 22 | 22 | 23 | 23 | 24 | 24 | 25 | 25 | 26 | 26 |
| Evento                 |    |    |    |    |    |    |    |    |    |    |    |    |    |    |
| ---------------------- | -- | -- | -- | -- | -- | -- | -- | -- | -- | -- | -- | -- | -- | -- |
| 100 m                  |    |    |    | B  |    |    | F  | F  |    |    |    |    |    |    |
| 200 m                  |    |    |    |    |    | B  |    |    | F  |    |    |    |    |    |
| 400 m                  |    | B  |    |    |    |    |    | F  |    |    |    |    |    |    |
| 800 m                  |    | B  |    |    |    |    | F  | F  |    |    |    |    |    |    |
| 1 500 m                |    |    |    |    |    | B  |    |    |    |    | F  |    |    |    |
| 3 000 m                |    | B  |    |    |    |    |    |    | F  | F  |    |    |    |    |
| 100 m hs               |    | B  |    |    |    |    | F  |    |    |    |    |    |    |    |
| 400 m hs               |    |    |    |    |    | B  |    |    |    |    |    | F  |    |    |
| 2 000 m siepi          |    |    |    | B  |    |    |    |    |    |    | F  | F  |    |    |
| Salto in alto          |    |    |    | Q  |    |    |    |    | F  | F  |    |    |    |    |
| Salto con l'asta       |    | Q  |    |    |    |    | F  | F  |    |    |    |    |    |    |
| Salto in lungo         |    | Q  |    |    |    |    |    | F  |    |    |    |    |    |    |
| Salto triplo           |    |    |    |    |    | Q  |    |    |    |    | F  |    |    |    |
| Getto del peso         |    |    |    | Q  |    |    |    |    | F  | F  |    |    |    |    |
| Lancio del disco       |    | Q  |    |    |    |    | F  | F  |    |    |    |    |    |    |
| Lancio del martello    |    |    |    | Q  |    |    |    |    | F  | F  |    |    |    |    |
| Lancio del giavellotto |    |    |    |    |    | Q  |    |    |    |    | F  | F  |    |    |
| Marcia 5 000 m         |    |    |    |    |    |    |    | F  |    |    |    |    |    |    |

| Data    | 20 | 20 | 21 | 21 | 22 | 22 | 23 | 23 | 24 | 24 | 25 | 25 | 26 | 26  |
| Evento  |    |    |    |    |    |    |    |    |    |    |    |    |    |     |
| ------- | -- | -- | -- | -- | -- | -- | -- | -- | -- | -- | -- | -- | -- | --- |
| 8×100 m |    |    |    |    |    |    |    |    |    |    |    |    |    | B F |

## Risultati

### Uomini
| Specialità | Oro               | Risultato | Argento              | Risultato | Bronzo                 | Risultato |
| --- | ----------------- | --------- | -------------------- | --------- | ---------------------- | --------- |
| 100 m (dettagli) | Sydney Siame      | 10"56     | Kenta Oshima         | 10"57     | Trae Williams          | 10"60     |
| 200 m (dettagli) | Noah Lyles        | 20"80     | Baboloki Thebe       | 21"20     | Yang Chun-han          | 21"31     |
| 400 m (dettagli) | Martin Manley     | 46"31     | Karabo Sibanda       | 46"76     | Henri Delauze          | 46"91     |
| 800 m (dettagli) | Myles Marshall    | 1'49"14   | Geofrey Balimumiti   | 1'49"37   | Bacha Mulata           | 1'49"73   |
| 1500 m (dettagli) | Gilbert Soet      | 3'41"99   | Muguleta Uma         | 3'45"08   | Mohamed Ismail Ibrahim | 3'45"72   |
| 3000 m (dettagli) | Yomif Atomsa      | 7'56"20   | Thierry Ndikumwenayo | 8'06"05   | Moses Koech            | 8'06"33   |
| 2000 m siepi (dettagli) | Wogene Sidamo     | 5'38"42   | Amos Kirui           | 5'40"29   | Hicham Chemlal         | 5'40"94   |
| 110 m ostacoli (dettagli) | Jaheel Hyde       | 12"96     | Henrik Hannemann     | 13"40     | Kim Gyeong-Tae         | 13"43     |
| 400 m ostacoli (dettagli) | Xu Zhihang        | 50"61     | Mohamed Jlassi       | 50"61     | Victor Coroller        | 51"19     |
| Marcia 10000 m (dettagli) | Minoru Onogawa    | 42'03"64  | Vladislav Saraikin   | 42'10"95  | Noel Ali Chama Almazan | 42'14"11  |
| Salto in alto (dettagli) | Danil Lysenko     | 2,20 m    | Yuji Hiramatsu       | 2,14 m    | Shemaiah James         | 2,14 m    |
| Salto con l'asta (dettagli) | Noel Del Cerro    | 5,10 m    | Vladimir Ščerbakov   | 5,05 m    | Muntadher Abdulwahid   | 5,05 m    |
| Salto in lungo (dettagli) | Anatolij Rjapolov | 7,54 m    | Obrien Wasome        | 7,44 m    | Zhong Peifeng          | 7,37 m    |
| Salto triplo (dettagli) | Miguel van Assen  | 16,15 m   | Tobia Bocchi         | 16,01 m   | Nazim Babayev          | 15,96 m   |
| Getto del peso (dettagli) | Konrad Bukowiecki | 23,17 m   | Andrei Toader        | 21,00 m   | Merten Howe            | 20,13 m   |
| Lancio del disco (dettagli) | Cheng Yulong      | 64,14 m   | Clemens Prufer       | 63,52 m   | Ruslan Valitov         | 57,48 m   |
| Lancio del martello (dettagli) | Hlib Piskunov     | 82,65 m   | Bence Halasz         | 81,90 m   | Ahmed Youssef          | 78,59 m   |
| Lancio del giavellotto (dettagli) | Lukas Moutarde    | 74,48 m   | Alexandru Novac      | 73,98 m   | Mark Schmolcz          | 72,40 m   |
| record mondiale; record olimpico; record mondiale stagionale; record africano; record asiatico; record europeo; record nord-centroamericano e caraibico; record sudamericano; record oceaniano; record nazionale; record personale; record personale stagionale. |                   |           |                      |           |                        |           |

### Donne
| Specialità | Oro                   | Risultato | Argento               | Risultato | Bronzo                | Risultato |
| --- | --------------------- | --------- | --------------------- | --------- | --------------------- | --------- |
| 100 m (dettagli) | Liang Xiaojing        | 11"65     | Paraskevi Andreou     | 11"71     | Sam Geddes            | 11"76     |
| 200 m (dettagli) | Natalliah Whyte       | 23"55     | Džojs Koba            | 23"94     | Brandee Johnson       | 24"28     |
| 400 m (dettagli) | Jessica Thornton      | 52"50     | Salwa Naser           | 52"74     | Meleni Rodney         | 53"33     |
| 800 m (dettagli) | Martha Bissah         | 2'04"90   | Hawi Alemu Negeri     | 2'06"01   | Mareen Kalis          | 2'06"03   |
| 1500 m (dettagli) | Kokeb Alemu           | 4'15"38   | Winfred Mbithe        | 4'17"91   | Dalila Gosa           | 4'18"36   |
| 3000 m (dettagli) | Nozomi Takamatsu      | 9'01"58   | Alina Reh             | 9'05"07   | Berhan Asgedom        | 9'06"10   |
| 2000 m siepi (dettagli) | Rosefline Chepngetich | 6'22"67   | Zewdinesh Teklemaream | 6'26"02   | Lili Anna Toth        | 6'31"92   |
| 100 m ostacoli (dettagli) | Laura Valette         | 13"34     | Ėl'vira Herman        | 13"38     | Chloë Beaucarne       | 13"61     |
| 400 m ostacoli (dettagli) | Gezelle Magerman      | 57"91     | Michaela Peskova      | 58"26     | Anne Sofie Kirkegaard | 58"60     |
| Marcia 5000 m (dettagli) | Ma Zhenxia            | 22'22"08  | Valeria Ortuño        | 23'19"27  | Noemi Stella          | 23'38"10  |
| Salto in alto (dettagli) | Julija Levčenko       | 1,89 m    | Nawal Meniker         | 1,87 m    | Michaela Hrubá        | 1,85 m    |
| Salto con l'asta (dettagli) | Angelica Moser        | 4,36 m    | Robeilys Peinado      | 4,10 m    | Leda Kroselj          | 3,90 m    |
| Salto in lungo (dettagli) | Jelyzaveta Baby       | 6,26 m    | Beatrice Fiorese      | 6,21 m    | Rhesa Foster          | 6,17 m    |
| Salto triplo (dettagli) | Yanis David           | 13,33 m   | Tay-Leiha Clark       | 13,06 m   | Eszter Bajnok         | 13,01 m   |
| Getto del peso (dettagli) | Alena Bugakova        | 18,95 m   | María Fernanda Orozco | 17,55 m   | Anika Nehls           | 17,31 m   |
| Lancio del disco (dettagli) | Sun Kangping          | 52,79 m   | Alena Beljakova       | 51,64 m   | Lara Kempka           | 50,70 m   |
| Lancio del martello (dettagli) | Xu Xinying            | 68,35 m   | Alex Hulley           | 68,35 m   | Zsofia Bacskay        | 67,35 m   |
| Lancio del giavellotto (dettagli) | Hanna Tarasiuk        | 59,52 m   | Fabienne Schonig      | 53,68 m   | Nagisa Mori           | 52,27 m   |
| record mondiale; record olimpico; record mondiale stagionale; record africano; record asiatico; record europeo; record nord-centroamericano e caraibico; record sudamericano; record oceaniano; record nazionale; record personale; record personale stagionale. |                       |           |                       |           |                       |           |

### Misti
| Specialità                   | Oro | Risultato | Argento | Risultato | Bronzo | Risultato |
| ---------------------------- | --- | --------- | --- | --------- | --- | --------- |
| Staffetta 8×100 m (dettagli) | Squadra 034 Daou Aboubacar Tat'jana Blagoveščenskaja Ioana Gheorghe Merten Howe Maria Simancas Witthawat Thumcha Lakeisha Warner Trae Williams | 1'40"20   | Squadra 038 Ekaterina Alekseeva Coralie Gassama Oleksandr Malosilov Amedee Manirakiza Chinne Okoronkwo Rachel Pace Mohamed Saad Sydney Siame Ned Weatherly Beza Zegeye | 1'41"39   | Squadra 017 Martin Castañares Noel Del Cerro Hussain Fahumee Dhakirina Fatima Sam Geddes Michaela Hrubá Nagisa Mori Salwa Naser Domingos Savio Dos Santos Wogene Sidamo | 1'43"60   |

## Medagliere
| Pos.   | Paese         | Oro | Argento | Bronzo | Totale |
| ------ | ------------- | --- | ------- | ------ | ------ |
| 1      | Cina          | 4   | 0       | 1      | 5      |
| 2      | Giamaica      | 3   | 1       | 0      | 4      |
| 3      | Russia        | 2   | 0       | 0      | 2      |
| 4      | Ucraina       | 1   | 2       | 1      | 4      |
| 5      | Australia     | 1   | 0       | 3      | 4      |
| 6      | Francia       | 1   | 0       | 0      | 1      |
| 6      | Ghana         | 1   | 0       | 0      | 1      |
| 6      | Kenya         | 1   | 0       | 0      | 1      |
| 6      | Svizzera      | 1   | 0       | 0      | 1      |
| 6      | Zambia        | 1   | 0       | 0      | 1      |
| 11     | Germania      | 0   | 2       | 2      | 4      |
| 12 13  | Italia        | 0   | 2       | 1      | 3      |
| 12 13  | Etiopia       | 0   | 2       | 0      | 2      |
|        | Giappone      | 0   | 2       | 0      | 2      |
| 15     | Bahrein       | 0   | 1       | 0      | 1      |
| 15     | Bielorussia   | 0   | 1       | 0      | 1      |
| 15     | Botswana      | 0   | 1       | 0      | 1      |
| 15     | Cipro         | 0   | 1       | 0      | 1      |
| 15     | Messico       | 0   | 1       | 0      | 1      |
| 15     | Venezuela     | 0   | 1       | 0      | 1      |
| 21     | Stati Uniti   | 0   | 0       | 2      | 2      |
| 22     | Bahamas       | 0   | 0       | 1      | 1      |
| 22     | Belgio        | 0   | 0       | 1      | 1      |
| 22     | Corea del Sud | 0   | 0       | 1      | 1      |
| 22     | Gibuti        | 0   | 0       | 1      | 1      |
| 22     | Grenada       | 0   | 0       | 1      | 1      |
| 22     | Slovenia      | 0   | 0       | 1      | 1      |
| Totale | Totale        | 16  | 16      | 16     | 48     |